# گنگرامپور
گنگرامپور (به انگلیسی: Gangarampur) یک منطقهٔ مسکونی در هند است که در Gangarampur subdivision واقع شده‌است. گنگرامپور ۱۰٫۲۹ کیلومتر مربع مساحت و ۵۶٬۱۷۵ نفر جمعیت دارد و ۲۵ متر بالاتر از سطح دریا واقع شده‌است.